# Emmanuel d'Orlando
Pour les articles homonymes, voir Orlando.
 (novembre 2016).
Si vous disposez d'ouvrages ou d'articles de référence ou si vous connaissez des sites web de qualité traitant du thème abordé ici, merci de compléter l'article en donnant les références utiles à sa vérifiabilité et en les liant à la section « Notes et références ».
Emmanuel d'Orlando est un pianiste, compositeur et orchestrateur français.

## Biographie
Emmanuel d’Orlando fait ses études au CNR de Rueil-Malmaison où il obtient en 2002 un 1er prix de composition, d’orchestration et d’analyse à l’unanimité, ainsi qu’un premier prix d’harmonie au CNSM de Paris. 
Depuis ce jour, il partage son temps entre la création contemporaine et la musique à l’image. 
Il commence sa carrière en tant qu'orchestrateur en participant à une vingtaine de films dont une collaboration fidèle avec le compositeur Éric Neveux de 2006 à 2011. Il collabore aussi avec Fred Avril sur des films tels que Connasse, princesse des cœurs de Noémie Saglio mais aussi avec Laurent Perez del Mar sur le film Pourquoi j'ai pas mangé mon père de Jamel Debbouze. 
Il a composé les B.O. de Non ma fille tu n'iras pas danser de Christophe Honoré (en collaboration avec Alex Beaupain et nommé dans la  catégorie « meilleure musique » pour les Césars 2008), L'Autre Monde de Gilles Marchand, Populaire (nommé dans la catégorie « meilleure musique » pour les Césars 2013), Les Rayures du  zèbre de Benoit Mariage, House of Time de Jonathan Helpert ou Pension complète de  Florent Emilio Siri. 
Il compose la B.O du film d’Audrey Dana Si j’étais  un homme. 
On lui doit aussi les arrangements de la fameuse ritournelle de Sébastien Tellier avec qui il collabore régulièrement, comme sur le film Saint  Amour de Gustave Kervern et Benoît Delépine.  
Emmanuel travaille également pour le luxe. En 2008, il écrit une musique de ballet pour Cartier sur une chorégraphie de Blanca Li. En janvier 2014, il monte avec Sébastien Tellier la musique du défilé Chanel au Grand Palais. Depuis 2016, il compose et arrange les musiques des défilés Balmain.
Il compose aussi pour la publicité dont L’Oréal (extension 2008), Lexus, etc. 
En 2011, il obtient la bourse Beaumarchais pour son opéra Le Monstre sur un livret  d’Agota Kristof.

## Filmographie
- 2017 (à venir) : Marie-Francine de Valérie Lemercier
- 2017 : Si j'étais un homme d'Audrey Dana - Co-composition avec Thibaut Barbillon
- 2016 (à venir) : Passade de Gorune Aprikian
- 2015 : Pension complète de Florent-Emilio Siri
- 2015 : House of Time de Jonathan Helpert - Co-composition avec Olivier Lliboutry
- 2014 : Les Rayures du zèbre de Benoît Mariage
- 2012 : Populaire de Régis Roinsard - Co-composition avec Rob
- 2011 : Ma part du gâteau de Cédric Klapisch - Orchestration
- 2010 : L'Autre Monde de Gilles Marchand
- 2009 : Non ma fille tu n'iras pas danser de Christophe Honoré - Co-composition avec Alex Beaupain

## Œuvres
- 2011 : Opéra Le Monstre sur un livret d’Agota Kristof